# Odlotowe wakacje
Odlotowe wakacje – polski film fantastyczny z 1999 roku

## Obsada
- Piotr Gąsowski − profesor Damrot
- Małgorzata Potocka − Joanna Damrot
- Ewa Sałacka − Merkana
- Aleksandra Hamkało − Wenda
- Zdzisław Wardejn − włóczęga
- Leon Niemczyk − doktor
- Marlena Milwiw − Ossoria
- Jerzy Jednaki − Wodnik
- Maciej Mosur − Karol
- Marcin Mosur − Tomek
- Jakub Borusewicz − Robert
- Zuzanna Stasina − Kasia